# Борукаев, Александр Георгиевич
Борукаев Александр Георгиевич (осет. Борухъуаты Алыксандр, Георгийы фырт) (06 июля 1850 года — 1918 год) — генерал-майор артиллерии Русской императорской армии. Участник русско-турецкой войны 1877—1878 гг., русско-японской войны 1904—1905 гг., Первой мировой войны 1914—1918 гг.

## Биография
Осетин по национальности. Православный. Известен своей храбростью и способностями артиллериста (из аттестации 1905 г.)
Родился 6 июля 1850 года. Женат, имел шестерых детей. Образование получил в Ставропольской гимназии, во 2-м Константиновском училище по 1 разряду, окончил Офицерскую артиллерийскую школу.
Отличился в битве при Ловче и при штурме Плевны в Русско-турецкой войне. Дважды, в 1898 г. и в 1901 г., выполнял секретные поручения императора Николая II в г. Ростов. Полковник артиллерии (июнь 1903 г.).
Отличился во время русско-японской войны: «Высочайшим приказом, последовавшим в третий день сентября 1905 года, за отличие в делах против японцев награждён орденом Святого Владимира III степени с мечами». С 5 сентября 1905 года — командир 10-й артиллерийской бригады. Приказом главнокомандующего за номером 2059 от 26 сентября 1905 года награждён золотым оружием с надписью «За храбрость» за отличие против японцев. 30 июля 1907 года произведен в генерал-майоры за отличие по службе (со старшинством с 31 мая 1907 года). 25 июля 1908 года уволен в отставку по домашним обстоятельствам, с мундиром и пенсией.
Умер во Владикавказе. Был похоронен на староосетинском кладбище. В настоящее время его могила утеряна.

## Память
В честь А. Г. Борукаева названа улица в Правобережном районе города Беслана.